# Dióxido de tricarbono
El subóxido de carbono, o dióxido de tricarbono, es un óxido de carbono con la fórmula química C3O2  o O=C=C=C=O. Sus cuatro dobles enlaces acumulativos lo vuelven un cumuleno. Es uno de los miembros estables de la serie de oxocarbonos lineales O=Cn=O, los cuales también incluyen al dióxido de carbono (CO2) y al dióxido de pentacarbono (C5O2).
La sustancia fue descubierta en 1873 por Benjamin Brodie al someter el monóxido de carbono a una corriente eléctrica. Él afirmó que el producto era parte de una serie de "oxicarbonos" con fórmulas Cx+1Ox, es decir C, C2O, C3O2, C4O3, C5O4, ..., y haber identificado las últimas dos; sin embargo, solo el C3O2 es conocido.
En 1891 Marcellin Berthelot observó que el calentar monóxido de carbono puro alrededor de 550 °C crea pequeñas cantidades de dióxido de carbono pero ninguna traza de carbón, y asumió que en su lugar era creado un óxido rico en carbono, el cual él llamó "subóxido". Él asumió que fue el mismo producto obtenido mediante una descarga eléctrica y propuso la fórmula C2O. Otto Diels posteriormente afirmó que los nombres más orgánicos dicarbonil metano y dioxaleno eran correctos también.
Es comúnmente descrito como líquido aceitoso o gas a temperatura ambiente con un olor muy nocivo.

## Síntesis
Es sintetizado por el calentamiento de una mezcla seca de pentóxido de fósforo (P4O10) y ácido malónico o por los ésteres del ácido malónico.
Por lo tanto, el subóxido de carbono también puede considerarse la cetena del ácido malónico. Muchas veces se refieren al subóxido de carbono como "el segundo anhídrido" del ácido malónico. El anhídrido malónico (no debe confundirse con el anhídrido maleico) es una molécula real.

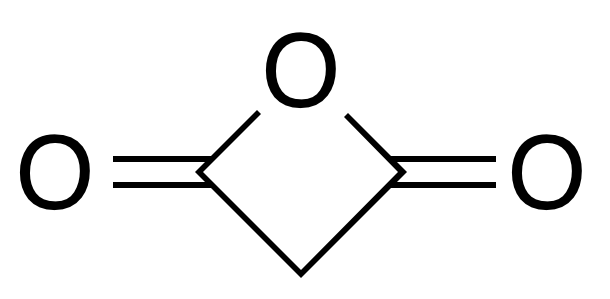
Anhídrido malónico

Hay varias formas de síntesis y reacciones del subóxido de carbono que se pueden encontrar en un examen de 1930 por Reyerson.
El subóxido de carbono polimeriza espontáneamente a un rojo, amarillo, o negro sólido. La estructura se postula para ser poli(α-pirónica), similar a la estructura en 2-Pirona (α-Pirona).

IEn 1969, se hipotetizó que el color de la superficie de Marte fue causado por este compuesto; lo que fue desmentido por las sondas Viking.

## Usos
El subóxido de carbono se usa en la preparación de malonatos; y como un auxiliar para mejorar la afinidad de tintes de pieles.